# 아르노 뒤크레
아르노 뒤크레(Arnaud Ducret, 1978년 12월 6일 ~ )는 프랑스의 배우이자 희극인이다.